# Randy Holland
Randy Holland is een Canadees professioneel pokerspeler. Hij won onder meer het $1.500 Razz-toernooi van de World Series of Poker 1996 (goed voor een hoofdprijs van $87.000,-) en het $1.500 7 Card Stud Hi/Lo-toernooi van de World Series of Poker 2000 (goed voor $120.990,- aan prijzengeld). Holland verdiende tot aan juli 2010 meer dan $3.100.000,- in pokertoernooien (cashgames niet meegerekend).

## Wapenfeiten
Holland liet zich voor het eerst opmerken in de professionele pokerwereld op de World Series of Poker 1993. Daarop werd hij achtste in het $1.500 Limit Hold'em-toernooi. Dat bleek het begin van een reeks die op de World Series of Poker 2010 leidde naar Hollands 35e (en 36e en 37e) cash op de World Series of Poker (WSOP). De derde keer dat hij er een finaletafel haalde, leverde hem in 1996 zijn eerste WSOP-titel op. Dertien dagen later werd hij diezelfde jaargang ook zevende in het $2.500 No Limit Hold'em-toernooi. Vier jaar en zes WSOP-geldprijzen na dato was het voor de tweede keer raak en pakte hij zijn tweede titel.
Na het winnen van zijn tweede WSOP-titel, was Holland er verschillende keren dichtbij om dat aantal verder uit te breiden. Zo werd hij tweede in het $1.500 Limit Omaha-toernooi van de World Series of Poker 2002 (achter John Cernuto) en vijfde in het $1.500 Seven Card Stud Hi-Lo Split-toernooi van de World Series of Poker 2003. Ook eindigde hij als nummer twaalf in het Main Event van de World Series of Poker 1999.
Het $9.700 WPT Championship Event - No Limit Hold'em was in augustus 2006 het eerste toernooi van de World Poker Tour (WPT) waarop hij tot de prijswinnaars behoorde. Zijn vijfde plaats was goed voor $177.460,-.

## Titels
Holland won ook meer dan 35 toernooien die niet tot de WSOP of WPT behoren, waaronder:
- het $200 Limit Hold'em-toernooi van de Gold Coast Open 1994 in Las Vegas ($27.954,-)
- het $2.000 7 Card Stud-toernooi van de World Poker Finals 1994 in Mashantucket ($43.240,-)
- het HFl 200 No Limit Hold'em-toernooi van de Master Classics of Poker 1995 in Amsterdam ($24.976,-)
- het $300 No Limit Hold'em-toernooi van de L.A. Poker Classic 1998 ($42.120,-)
- de $300 Limit Hold'em Shootout van het California State Poker Championship 1999 in Los Angeles ($14.592,-)
- het $260 Pot Limit Omaha-toernooi van de Orleans Open 2000 in Las Vegas ($29.990,-)
- het $1.000 No Limit Hold'em-toernooi van Legends of Poker 2001 in Los Angeles ($40.250,-)
- het $300 Limit Hold'em-toernooi van de L.A. Poker Classic 2002 ($165.945,-)
- het $500 Stud Hi/Lo Split-toernooi van het California State Poker Championship 2002 in Los Angeles ($19.695,-)
- het $300 Limit Hold'em-toernooi van de L.A. Poker Classic 2003 ($163.505,-)
- het $200 Dealer's Choice-toernooi van de Poker Derby 2004 in Inglewood ($6.550,-)
- het $300 Heads Up No Limit Hold'em-toernooi van de Grand Slam of Poker 2005 in Gardena ($17.347,-)
- het $100 Pot Limit Hold'em-toernooi van de Gold Strike World Poker Open 2007 in Tunica ($51.971,-)
- het $1.500 No Limit Hold'em-toernooi van de Mirage Poker Showdown 2007 in Las Vegas ($124.728,-)
- het $300 Pot Limit Omaha Hi/Lo-toernooi van Winnin' o' The Green 2008 in Los Angeles ($11.171,-)

## WSOP-titels
| Jaar                       | Toernooi                 | Prijs      |
| -------------------------- | ------------------------ | ---------- |
| World Series of Poker 1996 | $1.500 Razz              | $87.000,-  |
| World Series of Poker 2000 | $1.500 7 Card Stud Hi/Lo | $120.990,- |